# Slamfärg
Slamfärg är en målarfärg för träytor. Den består av pigment uppslammade i ett lim eller klister, som i traditionella slamfärger är gjort av vete- eller rågmjöl och vatten. Tekniskt sett kan den alltså klassas som en limfärg. De flesta slamfärger innehåller dessutom tillsatser av linolja eller andra organiska ämnen som förstärker bindemedlet. Den i särklass vanligaste slamfärgen i Sverige är rödfärg. Användningen av den blev allmänt utbredd på landsbygden runt år 1900 och idag är Falu Rödfärg det helt dominerande varumärket.  

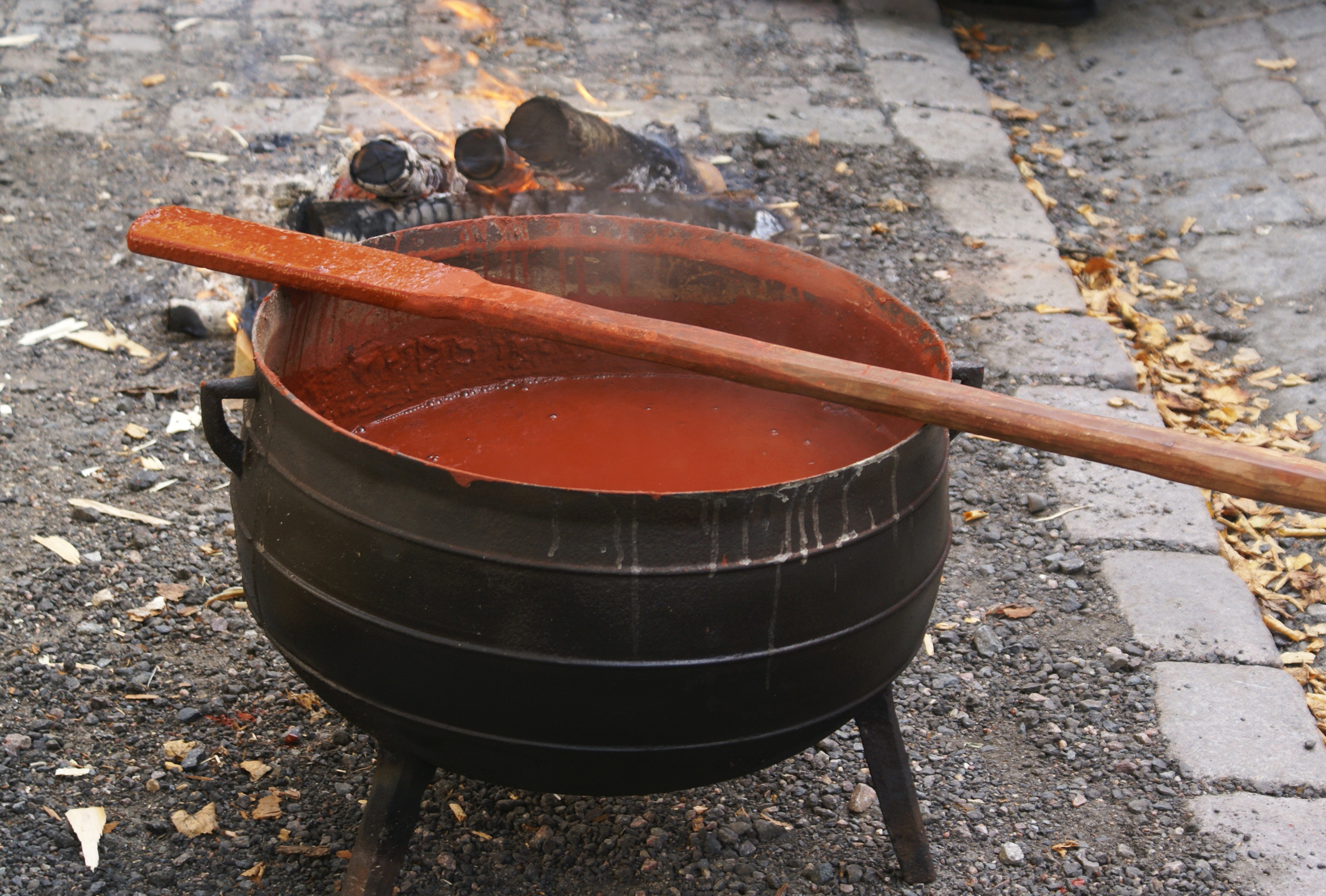
Rödfärgskokning

## Historik
År 1762 började Kungliga vetenskapsakademien propagera för användningen av röd slamfärg i stället för att som tidigare använda rödfärgspigment i trätjära. Anledningen var bland annat att tillverkningen av tjära tärde mycket hårt på skogen. Dessutom ansåg man att den järnvitriol som ingick i den röda slamfärgen "bevarar trävirket ifrån röta och mal (och) icke heller gör väggarna eldfängda såsom tjära".
Rödfärgspigmentet tillverkades på många ställen i Sverige, av restproduker från gruvdrift eller framställning av svavel eller alun. Under 1800-talet var de dominerande producenterna Dylta bruk och Falu koppargruva, och sedan tillverkningen i Dylta lades ned 1941 kommer nästan allt rödfärgspigment från Falun. Det finns dock fortfarande några mindre producenter av rödfärgspigment för slamfärg.
Röd färg var till en början ett tecken på en finare byggnad och användes för högreståndsbyggnader och kyrkor. I och med slamfärgens genombrott under det senare 1700-talet blev rödfärgning det normala i städerna, och i mitten på 1800-talet var den vanlig även på landsbygden. Då var det inte längre statusfyllt med röda hus. Från 1700-talets slut målades de mest påkostade träfasaderna i stället med ljusa oljefärger, som var mycket dyrare än slamfärgen. I början av 1800-talet fick Kungliga Vetenskapsakademien uppdraget att ta fram recept på billig och hållbar gul färg, och det publicerades några recept på gula slamfärger. Vetenskapsakademien tvingades dock konstatera att de inte var lika bra som rödfärgen och de gula slamfärgerna blev aldrig lika vanliga som den röda. Man försökte också använda kornmjöl för att göra slamfärg, men inte heller detta fick någon större betydelse. Eftersom slamfärgen var så mycket billigare än oljefärg så gjordes det också försök att åstadkomma vit slamfärg som sedan kunde brytas i olika kulörer, och i början av 1800-talet kunde hus vara slamfärgade i rosa, ljusgrått, ljusgrönt eller vitt, helt enligt tidens mode.
Den mörkare rödfärgen anses höra till 1900-talets rödfärgshistoria. Den började tillverkas på 1920-talet och dominerade från 1950-talet fram till 1990-talet, när produktionen av den ljust röda låg nere. Den röda stugan med vita knutar blev något av en nationalsymbol för Sverige i början av 1900-talet och användningen av slamfärger nådde då sin kulmen.
Fram till mitten av 1900-talet kokades slamfärgen på plats av torrpigment, vatten och vete- eller rågmjöl. Rödfärgarna hade sina egna recept, som ofta innehöll tillsatser av organiska ämnen som linolja, tran eller urin. Byggnadsmåleriets utveckling mot prefabricerade färger resulterade 1952 i en rödfärg i pulverform. Idag säljs rödfärgen på burk, färdig att användas. Man kan också köpa rödfärgspigment för att koka sin egen färg.
Idag (2015) är Falu Rödfärg det dominerande varumärket för slamfärg. Dess bindemedel är vetemjölsklister och den finns i fyra kulörer: Röd, ljusröd, svart och grå. Under några decennier kring 2000 fanns också ljusare slamfärger från samma tillverkare, till exempel Falu Gul. Varumärket Falu Rödfärg garanterar att pigmenten kommer från Falu koppargruva. Det finns andra slamfärgstillverkare som använder liknande pigment och traditionella recept, och det finns också slamfärg som tillverkas av cellulosaklister och pigmenteras i valfri kulör.

## Egenskaper
Slamfärgerna är relativt täckande och ger en matt yta. Karaktäristisk är också den öppna strukturen, färgen är inte filmbildande. Genom tillsatser av linolja, som är ett filmbildande bindemedel, förändras dessa egenskaper gradvis. En tillsats av linolja anses förbättra färgens bindande förmåga till underlaget och gör att den inte lika lätt smiter, det vill säga lämnar ifrån sig lösa partiklar och färgar av sig vid beröring. Den anses också ge större motstånd mot nedsmutsning. Linoljan gör dock att kulören mörknar. Den vanligaste varianten av Falu Rödfärg, liksom de svarta och grå slamfärgerna från samma tillverkare, innehåller 8% linolja medan den ljusare kan fås med 6% linolja eller helt utan linoljetillsats. Andra tillverkare av slamfärg använder andra procentsatser av linolja och ibland också andra tillsatsmedel.
Slamfärgens öppna struktur medger ett gott träskydd. Det underliggande träet fuktas visserligen snabbt vid regn, men torkar också snabbt. Sammantaget har detta inneburit att färgen visat goda resultat vid mätningar av fuktbalans. De stora fuktvariationerna kan dock leda till att det bildas sprickor i träet, och därför rekommenderas slamfärg främst på underlag av stockar eller relativt kraftig panel.
Den i Sverige klassiska rödfärgen innehåller utöver järnoxidpigment bland annat kiseloxider (kiseldioxid och silikater), och i färger med pigmentråvara från Falu koppargruva förekommer restmängder av bland annat koppar-, zink- och blyföreningar. Bly- och kopparinnehållet motverkar tillväxt av mikroorganismer, men då slamfärgens bindemedel är gjord på mjöl riskerar den ändå att mögla om underlagsträet och vädret är alltför fuktigt. Traditionell rödfärg innehåller ofta också järnvitriol som länge ansågs ha konserverande egenskaper, men idag är detta omstritt. Så länge färgskiktet innehåller tillräckligt med pigment skyddar det träet från att brytas ned av solens UV-strålning.
Slamfärg är normalt förhållandevis billig. Den är lättstruken och täckande och finns i kvaliteter för penselstrykning eller sprutning. Slamfärg kräver en ganska grov yta för att fästa, och rekommenderas därför endast för ohyvlat virke, vilket är vanligt som fasadvirke. En slamfärgsmålad yta ska inte målas med annat än slamfärg då färgen annars troligtvis kommer att flaga. Att måla med slamfärg på ytor målade med annan färg är inte heller möjligt då slamfärgen med största sannolikhet inte kommer att fästa ordentligt.
Den slamfärgsmålade ytan är lätt att förnya och underhålla,och när den åldras "kritar" den så att färgskiktet successivt blir tunnare utan att flaga. Ytan som ska målas behöver borstas rent från löst sittande färg, vilket enklast sker med en styvare borste, eller ännu hellre tvättas ren. Normalt beräknas en liter slamfärg till 3–4 m2 på normalt sugande yta. 
En fasad målad med traditionell röd slamfärg behöver normalt målas om efter 6–12 år. Ljusa slamfärger har dock sämre beständighet och har ommålningsintervall på omkring 2 år. Färgen vittrar relativt snabbt på kvistar och andra kådrika områden där den har sämre vidhäftning. Dessa fläckar mörknar med tiden och skiljer ut sig särskilt mycket från en i övrigt ljus yta, vilket bidrar till behovet av tätare ommålningsintervall, ungefär vartannat år, för gula, vita och andra ljusa slamfärger. Dessutom syns angrepp av alger eller mögel mycket tydligare på ljusa färgytor än på röda, bruna och andra mörka kulörer.
Under en period på 1960- och 1970-talet förekom slamfärger som förstärkts med polyvinylacetat (PVA). Detta ändrade dock slamfärgens egenskaper på ett katastrofalt sätt vad gällde glans, åldrande och renoverbarhet.